# ناس جوطة
ناس جوطة هي شركة إنتاجية تتبع لفرقة راب في الولايات المتحدة والسودان العضو الأساسي ومؤسس الفرقة هو إيهاب أبا سعيد الذي سبق أن أسس في 2001 فرقة راب في الإمارات باسم زيهاب.